# فلسطین (روزنامه)

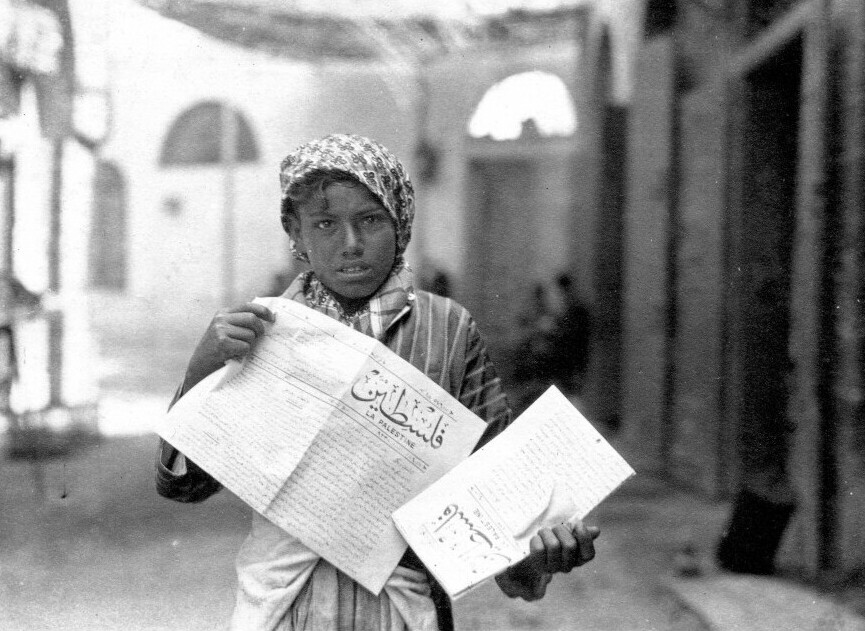
پسربچه‌ای روزنامه فلسطین را در خیابان وندر بفروش می‌رساند

فلسطین (عربی: جريدة فلسطين) از مهم‌ترین روزنامه‌های فلسطین و بزرگترین و پر تیراژترین آنهاست که توسط عیسی داوود العیسی در شهرستان یافا در سال ۱۹۱۱ منتشر شده‌است، این روزنامه در اوایل انتشار آن به‌طور محدود منتشر می‌شد ولی بعدها  انتشار آن دو بار در هفته گردید و پس از آن تبدیل به یک روزنامه که روزانه منتشر می‌گردید شد، و نهایتاً نیز به یکی از مهم‌ترین روزنامه‌های فلسطینی تبدیل گردید. این روزنامه که تا سال ۱۹۶۷  منتشر می‌شد از بهترین روزنامه‌های فلسطین بود که قادر به بازکردن ستونهایی برای نویسندگان و ادبا گردید و منعکس کننده تصویر واقعی از زندگی ادبی و فرهنگی در فلسطین شد. روزنامه فلسطین بین سال‌های ۱۹۱۱–۱۹۶۷ منتشر می‌شد و یکی از بزرگترین روزنامه فلسطینی بود که افکار عمومی فلسطین را نمایندگی می‌کرد. این روزنامه در شهرهای فلسطین و روستاهای آن خوانده می‌شد، و نسخه‌هایی نیز در خارج از کشور توزیع می‌شد.

## تأسیس در عهد عثمانی
اولین شماره روزنامه فلسطین در ۱۴ ژانویه ۱۹۱۱ منتشر گردید و انتشار آن در ۹ ژانویه ۱۹۱۴ متوقف شد؛ ولی چند ماه بعد از آغاز جنگ جهانی اول مجدداً منتشر شد اما سرمقاله آن حذف شده بود و صرفاً برای انتقال اخبار بود. آخرین نسخه آن که در طول جنگ منتشر شد، شماره ۳۶۵ در تاریخ ۱۲ نوامبر ۱۹۱۴ بود. روزنامه فلسطین در آغاز جنگ جهانی اول خواستار بیطرفی ترکیه شد که باعث توقیف روزنامه شد و صاحب امتیاز آن به آناتولی تبعید گردید. مدیر روزنامه در این دوره عیسی العیسی بود و اشرف یوسف العیسی نیز مدیر آن بود که این مسئولیت را از زمان تأسیس این روزنامه تا زمانی که در جریان جنگ جهانی اول توقیف شد برعهده داشت.
روزنامه‌های عرب در دوران عثمانی به‌طور سنتی عنوان اداره و نام تحریریه و غیره را به زبان فرانسوی منتشر می‌کردند. این زبان در سراسر خاورمیانه در آن زمان رایج بود. پس از اشغال بریتانیا، فرانسه دیگر حضوری نداشت ولی روزنامه فلسطین تنها روزنامه‌ای بود که برای چندین سال کماکان به همان زبان فرانسه منتشر می‌شد.

## نگارخانه

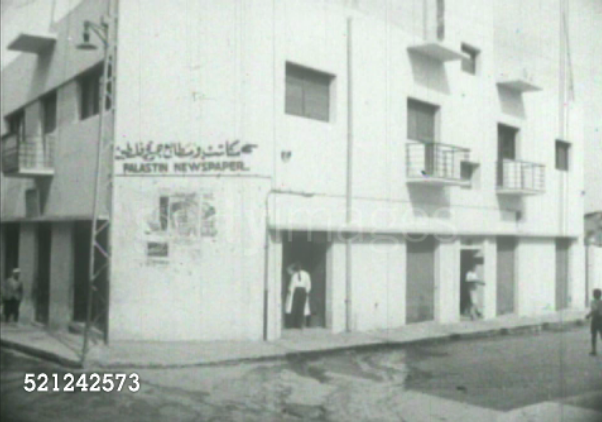
محله عجمی، ۱۹۳۸
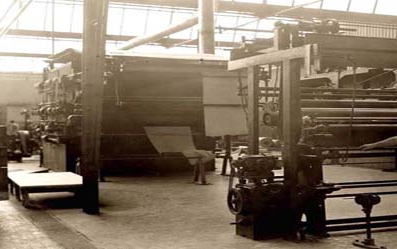
مقر روزنامه فلسطین در اورشلیم، ۱۹۵۰